# Heliconia
Heliconia és l'únic gènere de plantes angiospermes de la família monotípica de les heliconiàcies (Heliconiaceae), que forma part de l'ordre de les zingiberals (Zingiberales), dins del clade de les commelínides, un subclade de les monocotiledònies. Comprèn unes 200 espècies, la gran majoria originàries d'Amèrica, especialment de les zones tropicals, amb algunes espècies natives de Malèsia i el Pacífic occidental.

## Descripció
Són plantes herbàcies perennes amb rizoma que poden ser força grans. Tenen falses tiges formades per les beines basals de les fulles. Les fulles acostumen a ser grans, dístiques, en dues fileres verticals oposades. Les flors s'agrupen en inflorescències terminals formades per un peduncle, un raquis i bràctees dístiques que poden ser unes poques o més de 30, cada bràctea és un cincí que conté entre 3 i 40 flors, cadascuna amb una bràctea acolorida. Les flors són hermafrodites, el periant és zigomorf, format per un calze amb dos sèpals units i un altre de lliure, i una corol·la amb tres pètals parcialment connats. Al gineceu hi ha un estaminodi i cinc estams amb anteres amb dues teques i quatre esporangis. Al gineceu l'ovari és ínfer, trilocular, placentació axil·lar i amb un estil. El fruit és una drupa amb poques llavors, entre una i tres.

## Taxonomia
La família de les Heliconiaceae va ser publicada per primer cop l'any 1895 a la segona part de l'obra A Student's Text-book of Botany, pel botànic anglès Sydney Howard Vines (1849-1934). Per la seva banda, el gènere Heliconia havia estat publicat molt abans, l'any 1771 al segon volum de l'obra Mantissa Plantarum Altera del botànic suec Carl von Linné (1707-1778). El nom fa referència a la muntanya grega, Helicó, lloc sagrat on es reunien les muses.

### Espècies
Dins del gènere Heliconia es reconeixen les 199 espècies següents:
- Heliconia abaloi G.Morales
- Heliconia acuminata A.Rich.
- Heliconia adflexa (Griggs) Standl.
- Heliconia aemygdiana Burle-Marx
- Heliconia albicosta (G.S.Daniels & F.G.Stiles) L.Andersson
- Heliconia angelica Abalo & G.Morales
- Heliconia angusta Vell.
- Heliconia apparicioi Barreiros
- Heliconia arrecta W.J.Kress & Betancur
- Heliconia atratensis Abalo & G.Morales
- Heliconia atropurpurea G.S.Daniels & F.G.Stiles
- Heliconia aurantiaca Verschaff.
- Heliconia aurea G.Rodr.
- Heliconia auriculata Barreiros
- Heliconia badilloi Abalo & G.Morales
- Heliconia barryana W.J.Kress
- Heliconia beckneri R.R.Sm.
- Heliconia bella W.J.Kress
- Heliconia berguidoi R.Flores, C.Black & A.Ibáñez
- Heliconia berriziana Abalo & G.Morales
- Heliconia berryi Abalo & G.Morales
- Heliconia bihai (L.) L.
- Heliconia bourgaeana Petersen
- Heliconia brachyantha L.Andersson
- Heliconia brenneri Abalo & G.Morales
- Heliconia burleana Abalo & G.Morales
- Heliconia calatheiphylla G.S.Daniels & F.G.Stiles
- Heliconia caquetensis Abalo & G.Morales
- Heliconia carajaensis Barreiros
- Heliconia caribaea Lam.
- Heliconia carmelae Abalo & G.Morales
- Heliconia chartacea Lane ex Barreiros
- Heliconia chiapensis C.Gut.Báez
- Heliconia chrysocraspeda Abalo & G.Morales
- Heliconia clinophila R.R.Sm.
- Heliconia colgantea R.R.Sm. ex G.S.Daniels & F.G.Stiles
- Heliconia collinsiana Griggs
- Heliconia combinata Abalo & G.Morales
- Heliconia cordata L.Andersson
- Heliconia crassa Griggs
- Heliconia cristata Barreiros
- Heliconia cucullata W.J.Kress & L.Andersson
- Heliconia curtispatha Petersen
- Heliconia danielsiana W.J.Kress
- Heliconia darienensis L.Andersson
- Heliconia dasyantha K.Koch & C.D.Bouché
- Heliconia densiflora Verl.
- Heliconia dielsiana Loes.
- Heliconia donstonea W.J.Kress & Betancur
- Heliconia episcopalis Vell.
- Heliconia estherae Abalo & G.Morales
- Heliconia estiletioides Abalo & G.Morales
- Heliconia excelsa L.Andersson
- Heliconia farinosa Raddi
- Heliconia faunorum W.J.Kress & L.Andersson
- Heliconia fernandezii Abalo & G.Morales
- Heliconia foreroi Abalo & G.Morales
- Heliconia fragilis Abalo & G.Morales
- Heliconia fredberryana W.J.Kress
- Heliconia fugax L.Andersson
- Heliconia gaiboriana Abalo & G.Morales
- Heliconia gigantea W.J.Kress & Betancur
- Heliconia gilbertiana Abalo & G.Morales
- Heliconia gloriosa Abalo & G.Morales
- Heliconia gracilis G.S.Daniels & F.G.Stiles
- Heliconia griggsiana L.B.Sm.
- Heliconia harlingii L.Andersson
- Heliconia hirsuta L.f.
- Heliconia holmquistiana Abalo & G.Morales
- Heliconia huilensis Abalo & G.Morales
- Heliconia ignescens G.S.Daniels & F.G.Stiles
- Heliconia imbricata (Kuntze) Baker
- Heliconia impudica Abalo & G.Morales
- Heliconia indica Lam.
- Heliconia intermedia Abalo & G.Morales
- Heliconia irrasa R.R.Sm.
- Heliconia juliani Barreiros
- Heliconia juruana Loes.
- Heliconia kautzkiana Emygdio & E.Santos
- Heliconia lanata (P.S.Green) W.J.Kress
- Heliconia lankesteri Standl.
- Heliconia lasiorachis L.Andersson
- Heliconia latispatha Benth.
- Heliconia laufao W.J.Kress
- Heliconia laxa Abalo & G.Morales
- Heliconia lentiginosa Abalo & G.Morales
- Heliconia librata Griggs
- Heliconia lingulata Ruiz & Pav.
- Heliconia litana W.J.Kress
- Heliconia longa (Griggs) H.J.P.Winkl.
- Heliconia longiflora R.R.Sm.
- Heliconia longipedunculata Sepulveda, Di.Ramirez & Allzate
- Heliconia lophocarpa G.S.Daniels & F.G.Stiles
- Heliconia lourteigiae Emygdio & E.Santos
- Heliconia lozanoi Abalo & G.Morales
- Heliconia luciae Barreiros
- Heliconia lutea W.J.Kress
- Heliconia lutheri W.J.Kress
- Heliconia maculata W.J.Kress
- Heliconia magnifica W.J.Kress
- Heliconia marginata (Griggs) Pittier
- Heliconia mariae Hook.f.
- Heliconia markiana Abalo & G.Morales
- Heliconia mathiasiae G.S.Daniels & F.G.Stiles
- Heliconia meridensis Klotzsch
- Heliconia metallica Planch. & Linden
- Heliconia mincana Abalo & G.Morales
- Heliconia montana Abalo & G.Morales
- Heliconia monteverdensis G.S.Daniels & F.G.Stiles
- Heliconia mooreana R.R.Sm.
- Heliconia mucilagina Abalo & G.Morales
- Heliconia mucronata Barreiros
- Heliconia mutisiana Cuatrec.
- Heliconia nariniensis Abalo & G.Morales
- Heliconia necrobracteata W.J.Kress
- Heliconia nigripraefixa Dodson & A.H.Gentry
- Heliconia nitida Abalo & G.Morales
- Heliconia nubigena L.Andersson
- Heliconia nutans Woodson
- Heliconia obscura Dodson & A.H.Gentry
- Heliconia obscuroides L.Andersson
- Heliconia oleosa Abalo & G.Morales
- Heliconia orthotricha L.Andersson
- Heliconia osaensis Cufod.
- Heliconia paka A.C.Sm.
- Heliconia paludigena Abalo & G.Morales
- Heliconia papuana W.J.Kress
- Heliconia pardoi Abalo & G.Morales
- Heliconia pastazae L.Andersson
- Heliconia peckenpaughii Abalo & G.Morales
- Heliconia pendula Wawra
- Heliconia penduloides Loes.
- Heliconia peteriana Abalo & G.Morales
- Heliconia platystachys Baker
- Heliconia pogonantha Cufod.
- Heliconia pruinosa Loes.
- Heliconia pseudoaemygdiana Emygdio & E.Santos
- Heliconia psittacorum L.f.
- Heliconia ramonensis G.S.Daniels & F.G.Stiles
- Heliconia regalis L.Andersson
- Heliconia reptans Abalo & G.Morales
- Heliconia reticulata (Griggs) H.J.P.Winkl.
- Heliconia revoluta (Griggs) Standl.
- Heliconia rhodantha Abalo & G.Morales
- Heliconia richardiana Miq.
- Heliconia rigida Abalo & G.Morales
- Heliconia riopalenquensis Dodson & A.H.Gentry
- Heliconia rivularis Emygdio & E.Santos
- Heliconia robertoi Abalo & G.Morales
- Heliconia robusta Pax
- Heliconia rodriguensis Aristeg.
- Heliconia rodriguezii F.G.Stiles
- Heliconia rostrata Ruiz & Pav.
- Heliconia samperiana W.J.Kress & Betancur
- Heliconia sanctae-theresae Abalo & G.Morales
- Heliconia santaremensis Barreiros
- Heliconia sarapiquensis G.S.Daniels & F.G.Stiles
- Heliconia scarlatina Abalo & G.Morales
- Heliconia schiedeana Klotzsch
- Heliconia schumanniana Loes.
- Heliconia sclerotricha Abalo & G.Morales
- Heliconia secunda R.R.Sm.
- Heliconia sessilis W.J.Kress
- Heliconia signa-hispanica Abalo & G.Morales
- Heliconia solomonensis W.J.Kress
- Heliconia spathocircinata Aristeg.
- Heliconia spiralis Abalo & G.Morales
- Heliconia spissa Griggs
- Heliconia standleyi J.F.Macbr.
- Heliconia stella-maris Abalo & G.Morales
- Heliconia stilesii W.J.Kress
- Heliconia stricta Huber
- Heliconia subulata Ruiz & Pav.
- Heliconia sucrei Barreiros
- Heliconia tacarcunae L.Andersson
- Heliconia talamancana G.S.Daniels & F.G.Stiles
- Heliconia tandayapensis Abalo & G.Morales
- Heliconia tenebrosa J.F.Macbr.
- Heliconia terciopela W.J.Kress & Betancur
- Heliconia thomasiana W.J.Kress
- Heliconia timothei L.Andersson
- Heliconia titanum W.J.Kress & Betancur
- Heliconia tortuosa Griggs
- Heliconia trichocarpa G.S.Daniels & F.G.Stiles
- Heliconia triflora Barreiros
- Heliconia umbrophila G.S.Daniels & F.G.Stiles
- Heliconia uxpanapensis C.Gut.Báez
- Heliconia vaginalis Benth.
- Heliconia vellerigera Poepp.
- Heliconia velutina L.Andersson
- Heliconia venusta Abalo & G.Morales
- Heliconia veracruzensis C.Gut.Báez
- Heliconia villosa Klotzsch
- Heliconia virginalis Abalo & G.Morales
- Heliconia wagneriana Petersen
- Heliconia willisiana Abalo & G.Morales
- Heliconia wilsonii G.S.Daniels & F.G.Stiles
- Heliconia xanthovillosa W.J.Kress
- Heliconia zebrina Plowman, W.J.Kress & H.Kenn.

### Híbrids
S'han descrit els següents híbrids naturals:
- Heliconia × flabellata Abalo & G.Morales
- Heliconia × mantenensis B.R.Silva, Senna V. & Emygdio
- Heliconia × nickeriensis Maas & de Rooij
- Heliconia × plagiotropa Abalo & G.Morales
- Heliconia × rauliniana Barreiros